# 9mm格利森蒂
9mm格利森蒂（英語：9mm Glisenti）是一種被部分義大利手槍和衝鋒槍使用的彈藥。

## 歷史與使用
9mm格利森蒂彈最早是開發給義大利格利森蒂1910型手槍使用的，第一次使用是在第一次世界大戰時。他同時也被用在其他義大利製的武器上，例如:贝瑞塔M1915手枪、貝瑞塔M1923手槍、OVP 1918衝鋒槍、貝瑞塔M1918衝鋒槍以及維拉爾—佩羅薩空用衝鋒槍上。梅杜莎M47轉輪手槍（Medusa M47）可以在單一彈倉內同時發射多種.38、.357麥格農或9mm彈藥，9mm格利森蒂也是M47手槍的適用彈藥之一。